# Ramon Azeez
Ramon Olamilekan Azeez est un footballeur international nigérian né le 12 décembre 1992 à Abuja. Il évolue au poste de milieu de terrain au sein du FC Carthagène.

## Palmarès

### En équipe nationale
- Équipe du Nigeria des moins de 17 ans
  - Finaliste de la Coupe du monde des moins de 17 ans en 2009